# Équipe de Grèce des moins de 19 ans de football
Maillots
L'équipe de Grèce de football des moins de 19 ans est constituée des meilleurs joueurs grecs de moins de 19 ans, sélectionnés sous l'égide de la fédération de Grèce de football. 
La Grèce a atteint la finale du Championnat d'Europe de football des moins de 19 ans à deux reprises. En 2007, finale qu'elle perd contre l'Espagne, et en 2012 dans laquelle la sélection hellénique perd contre cette même équipe.
En 2013, le joueur le plus capé des moins de 19 ans, Giórgos Katídis avec trente sélections avec la sélection hellénique U19 fut banni par la fédération grecque pour avoir célébré son but par un salut fasciste lors d'une rencontre de Super League 1 alors qu'il jouait avec Athènes. Ce verdict n'empêchera pas la sélection U19 de se qualifier pour le Championnat d'Europe de football des moins de 19 ans 2015 en tant que hôte et d'atteindre les demi-finales (défaite face à la Russie 0-4).

## Parcours

### Parcours en Championnat d'Europe
| - 2002 : Non qualifiée - 2003 : Non qualifiée - 2004 : Non qualifiée - 2005 : 1er tour - 2006 : Non qualifiée - 2007 : Finaliste - 2008 : 1er tour - 2009 : Non qualifiée - 2010 : Non qualifiée - 2011 : 1er tour - 2012 : Finaliste - 2013 : Non qualifiée - 2014 : Non qualifiée - 2015 : Demi-finaliste - 2016 : Non qualifiée - 2017 : Non qualifiée - 2018 : Non qualifiée - 2019 : Non qualifiée - 2020 - 2021 : Editions annullées - 2022 : Non qualifiée - 2023 : 1er tour |

## Effectif actuel
Les joueurs suivants ont été appelés pour disputer les Éliminatoires du Championnat d'Europe de football des moins de 19 ans 2023 face à la Tchéquie, la Suisse et Andorre les 21, 24 et 27 septembre 2022.
Gardiens
- Dimitrios Monastirlis
- Nikolaos Botis

Défenseurs
- Charalampos Georgiadis
- Taxiarchis Filon
- Dimitrios Keramitsis
- Spyros Chatzikyriakos
- Dimitrios Kottas
- Lefteris Tasiouras
- Christos Alexiou

Milieux
- Nikolaos Christou
- Zisis Tsikos
- Vangelis Nikolaou
- Vasilios Kaperdas
- Konstantinos Volakis
- Konstantinos Goumas

Attaquants
- Georgios Koutsias
- Lampros Smyrlis
- Georgios Kyriopoulos
- Alexis Golfinos
- Nikolaos Spyrakos